# Rangia flexuosa
Rangia flexuosa is een tweekleppigensoort uit de familie van de Mactridae. De wetenschappelijke naam van de soort is voor het eerst geldig gepubliceerd in 1839 door Conrad.